# Mozartverein Nürnberg
Der Mozartverein 1829 e. V. Nürnberg ist der älteste Mozartverein der Welt.

## Geschichte
Seine Ursprünge hat der Mozartverein Nürnberg in der 1829 im Rössler’schen Kaffeehaus gegründeten Nürnbergische Liedertafel. Ihr Begründer war Stadtmusikdirektor Ernst Blumröder (1776–1858), der von der Berliner Goethe-Zelter’schen Liedertafel begeistert war und die Gründung anregte.
Die Mitglieder wollten durch musikalische Unterhaltung den Armen eine Unterstützung geben und diese im damaligen harten Winter mit "Ausspeisung" versorgen.
1839 erfolgte die Umbenennung in "Philharmonischer Verein" und 1842 wurde der Name in "Mozartverein" geändert. Seit 1938 führt der Verein den Namen "Mozartverein 1829 e. V. Nürnberg".
1982 wurde im Zusammenhang mit dem in Nürnberg stattfindenden „31. Deutschen Mozartfest“ der Anschluss an die „Deutsche Mozart Gesellschaft Augsburg“ vollzogen. 1995 erfolgte der Anschluss an die „Internationale Stiftung Mozarteum Salzburg“.
Nach mehreren Jahren im Beirat übernahm Wolfgang Manz im März 2012 den Vorsitz des Vereins. Manz ist seit 2000 Professor für Klavier an der Hochschule für Musik in Nürnberg.

## Aufgaben
Der etwa 200 Mitglieder starke Verein führt jährlich etwa sechs Konzerte durch, die neben den Werken von Mozart und seinen Zeitgenossen Werke des Barocks bis zur klassischen Moderne umfassen.
Zudem organisiert er für den musikalischen Nachwuchs Möglichkeiten, vor fachkundigem Publikum sein Können zu zeigen. Seit 2001 veranstaltet der Verein einen Wettbewerb für Kammermusik, der sich an Studenten der Hochschule für Musik Nürnberg richtet.

## Ehrenmitglieder
- 1841 Johann Strauss (Vater)
- 1843 Franz Liszt